# Коњско (Клис)
Коњско је насељено место у саставу општине Клис, Сплитско-далматинска жупанија, Република Хрватска.

## Историја
До територијалне реорганизације у Хрватској налазило се у саставу старе општине Солин.

## Становништво
На попису становништва 2011. године, Коњско је имало 283 становника.
| Број становника по пописима | Број становника по пописима | Број становника по пописима | Број становника по пописима | Број становника по пописима | Број становника по пописима | Број становника по пописима | Број становника по пописима | Број становника по пописима | Број становника по пописима | Број становника по пописима | Број становника по пописима | Број становника по пописима | Број становника по пописима | Број становника по пописима | Број становника по пописима |
| --------------------------- | --------------------------- | --------------------------- | --------------------------- | --------------------------- | --------------------------- | --------------------------- | --------------------------- | --------------------------- | --------------------------- | --------------------------- | --------------------------- | --------------------------- | --------------------------- | --------------------------- | --------------------------- |
| 1857                        | 1869                        | 1880                        | 1890                        | 1900                        | 1910                        | 1921                        | 1931                        | 1948                        | 1953                        | 1961                        | 1971                        | 1981                        | 1991                        | 2001                        | 2011                        |
| 348                         | 291                         | 360                         | 426                         | 453                         | 474                         | 582                         | 572                         | 483                         | 464                         | 401                         | 323                         | 232                         | 254                         | 253                         | 283                         |

Напомена: У 1869. део података садржан је у насељу Велики Брочанац.

### Попис1991.
На попису становништва 1991. године, насељено место Коњско је имало 254 становника, следећег националног састава:
| Попис 1991.‍ | Попис 1991.‍ | Попис 1991.‍ | Попис 1991.‍ | Попис 1991.‍ |
| ----------- | ----------- | ----------- | ----------- | ----------- |
|             |             |             |             |             |
| Хрвати      | Хрвати      |             | 253         | 99,60%      |
| Југословени | Југословени |             | 1           | 0,39%       |
| укупно: 254 |             |             |             |             |